# Jess Willard (Musiker)
Jess Willard Griffin (* 28. März 1916 in Washburn, Texas; † 26. Mai 1959) war ein US-amerikanischer Country-Musiker. Sein wohl bekanntester Titel ist Honky Tonk Hardwood Floor.

## Leben

### Kindheit und Jugend
Geboren in Texas, begann sich Jess Willard schon früh für Musik zu interessieren. Sein Vater brachte ihn mit Western Music in Berührung und schenkte ihm eine Gitarre. Als der Country-Musiker Jack Guthrie 1938 in die Stadt kam, lehrte er Willard Gitarre zu spielen.

### Karriere
Guthrie war von dem jungen Willard beeindruckt und nahm ihn mit auf seine nächste Tournee. Zusammen traten Willard und Guthrie in Amarillo auf und wurden schnell Freunde. Als Guthrie bei Capitol Records einen Vertrag erhielt, ging Willard mit ihm an die Westküste und begleitete ihn bei verschiedenen Sessions. Als Guthrie 1948 an Tuberkulose starb, gab Willard die Musik für einige Zeit auf. Er zog sich bis ca. 1950 zurück, begann dann aber wieder, aufzutreten.
1950 unterzeichnete Willard, genau wie Guthrie einige Jahre zuvor, bei Capitol. Lee Gilette, A&R-Manager für Capitol, hatte Willard Guthries großen Hit Oklahoma Hills singen hören und bestellte ihn nach Los Angeles. Willards erste Aufnahme-Session fand am 14. Juni 1950 mit prominenten Musikern wie Jimmy Bryant, Cliffie Stone und Tex Atchinson statt. Seine Aufnahme Honky Tonk Hardwood Floor von 1951 wurde später als Rockabilly von Johnny Horton gecovert. Der Song war eigentlich dem Stück Jelly Bean Rag von Jack Rivers entnommen und enthielt in Willards Version kein nennenswertes Gitarrenspiel. Stattdessen wurde Vic Davis‘ Klavier das dominierende Instrument. Obwohl Willard bis 1952 bei Capitol blieb, konnte er keine Hits erzielen.
1955 ging Willard zu Ekko, wo er außerdem auf einigen Songs der Cochran Brothers (Hank Cochran und Eddie Cochran) Gitarre spielte. Mit dem Duo trat er regelmäßig im California Hayride auf und unternahm eine Tournee. In den folgenden Jahren nahm Willard Platten für Kay-Hi und Sundown auf. Seine letzte Single erschien im Jahr seines Todes. Willard starb 1959 mit 43 Jahren an einem Herzinfarkt.

## Diskographie
| Jahr            | Titel                                                     | #    | Anmerkungen |
| --------------- | --------------------------------------------------------- | ---- | ----------- |
| Capitol Records |                                                           |      |             |
| 1950            | Slippin’ Around With Jolie Blon / New Panhandle Rag       |      |             |
| 1950            | Two Dollar Diamond Ring / Trouble, The Satisfaction       |      |             |
| 1950            | If You’ve Got The Money, I’ve Got The Time / Little Shoes |      |             |
| 1951            | One Way Street / Someday You’ll Remember                  |      |             |
| 1951            | Hang On The Ball and Chain / Honky Tonk Hardwood Floor    |      |             |
| 195?            | Oil The Hinges On Your Door / Java Junction               |      |             |
| 195?            | Turn That Gun Around / Mistreated Blues                   |      |             |
| 195?            | Truck Driver’s Boogie / My Mail Order Mama                |      |             |
| 195?            | Cadillac Blues / Lonesome Dollar Bill                     |      |             |
| 1955            | Honky Tonkin’ All The Time / Gonna Take That Fast Train   |      |             |
| 1955            | Saturday Night’s For Love / Buy Me A Bottle Of Beer       |      |             |
| 195?            | Drinkin‘ At The Bar / Til The Day I Die                   |      |             |
| Ekko Records    |                                                           |      |             |
| 1955            | Don't Hold Her So Close / Every Dog Has his Day           | 1018 |             |
| Kay-Hi Records  |                                                           |      |             |
| 195?            | "I’m tellin´you / ?                                       |      |             |
| Sundown Records |                                                           |      |             |
| 1959            | Cops and Robbers / Night Time Is Cry Time                 |      |             |